# トニー・ブルンナー
トニー・ブルンナー（Toni Brunner、1974年8月23日 - ）は、スイスの政治家。スイス国民党元党首、元国民議会議員。

## 経歴
スイス連邦ザンクト・ガレン州ウァットウィルに生まれる。1995年の国民議会選挙で、当時最年少の21歳で初当選した。農場経営のほか、農民向けのインターネットラジオ局を運営し、党のザンクト・ガレン州支部長をつとめる。 
2008年3月1日、ウエリ・マウラーの後任として党首に就任し、2016年まで在任した。